# Русь (термін)

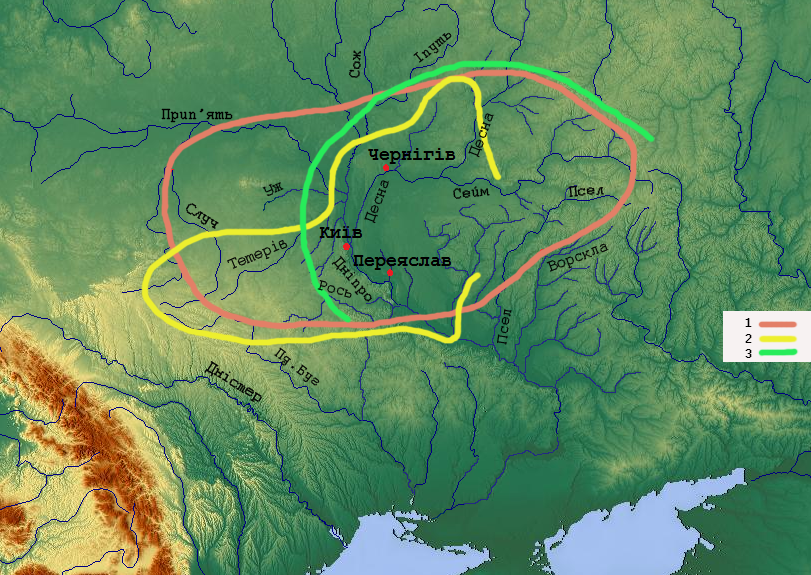
«Руська земля» у вузькому розумінні цього терміну.
1. за П.П.Толочком
2. за А.М.Насоновим
3. за Б.О.Рибаковим

Монгольське вторгнення у Східну Європу.

Русь (д.-рус. Рȣсь) — багатозначний термін, що використовувався у різні часи для позначення соціальної групи (корпорації, верстви або стану), етносу (групи родів, племені чи народу), території та держави у Східній Європі. Спочатку руссю називали торгівців хутром та рабами, які постачали цей товар до Волзької Болгарії, Хазарії, Персії та Візантії. Саме в цьому значенні його вживають найдавніші, арабські джерела. У візантійських джерелах термін «русь» поступово набуває етнічного характеру — ним позначають мешканців Києва, які перетворили на своїх данників сусідні слов'янські племена. З кінця X до початку XIII ст. термін «Русь» (і похідні) вживався як в етнічно-територіальному (як назва населення і території київсько-переяславських земель), так і в політичному (династично-територіальному) значенні. Пізніше, через занепад Києва і татарську навалу термін «Русь» в його етнічному значенні охопив південно-західні землі, а у XIV ст. етнічно-територіальне значення «Русі» поширюється в північних землях.

## Вживання терміна
Термін «Русь» може вживатись на позначення:
1. Людської спільноти, яка жила на землях більшої частини сучасної України, Молдови, Росії, Білорусі та Надбалтики. Походження цієї спільноти, так само як і її назви дискусійне (основні гіпотези: норманська, слов'янська, кельтська, сарматська). Повість врем'яних літ, в періоді до Рюрика і Олега (згідно з текстом) говорить: «Тільки ці слов'яни називаються Руссю: Поляни, Деревляни, Ільменські́ словени, Сіверяни, Полочани, Дреговичі, Бужани тому що сидять по-Бугу, Волиняни. Інші дають данину Русі.»
2. Землі — Руської землі, що спочатку включала Середню Наддніпрянщину. У середньовічних джерелах територія Русі здебільшого обмежувалася Київською, Чернігівською та Переяславською землями і не вживалася на означення Новгорода, Залісся чи Галичини. Після монгольської навали назва поширилась на інші східнослов'янські землі де існували приходи християнської церкви візантійського обряду (так звана — руська віра): з'явилися Біла, Чорна, Червона або Галицька, Мала Русь тощо та їх населення. Можливе походження цих назв — поширений в той час на Сході (і, зокрема, на землях, підлеглих Золотій Орді) спосіб зіставлення кольорів частинам світу: білий — північ, чорний — південь, червоний — захід та ін.
3. Держави, яка включала землі Русі. Прийнята у сучасній науці назва цієї держави — Київська Русь, держава зі столицею в Києві, що сформувалась у IX—X століттях.

Від слова «Русь» походить прикметник «руський». Що відповідає на питання «чий?». Самоназвою мешканців Русі були етноніми «русь», як збірна назва множини, та в однині «русин», від якого на рубежі XIV—XV ст. виникає під впливом польської мови множинна форма «русини», самоназва, що зберігся до нашого часу в Галичині, на Буковині, Закарпатті та країнах Східної Європи. Від не слов'янської (грецької) транскрипції слова «Русь» (грец. — Ρωσία) пішла самоназва колишнього Московського царства (Московії), яка перейменувалась в Росію, офіційно в 1721 році.
В латинських, європейських джерелах «Русь» мала декілька назв, що відрізнялись своїм написанням: «Ruthenia»(Рутенія), «Russia», «Ruscia», «Roxolania» (Роксоланія). Причому потрібно зазначити, що латинська назва Русі — «Рутенія» за всю історію свого існування не використовувалась по відношенню до Північно-Східної Русі (Московії), а вживалась виключно до земель сучасної України, частково Білорусі та Південно-Східної Польщі.
Арабські вчені Абу Зайд аль-Балхі, Абу Ісхак аль-Істахрі та Ібн-Хаукаль в різних редакціях свідчать про три центри Давньої Русі — Куявію, Славію та Артанію.
У своєму трактаті «Про управління імперією», написаному в середині X століття, Костянтин Багрянородний розрізняє «внутрішню» Русь, що охоплює Київську, Чернігівську та Переяславську землі, та «зовнішню» Русь, розташовану між Новгородом і Смоленськом. Історична назва «Русь» зберігалася за регіоном Подніпров'я і після розпаду давньоруської держави. У вигляді частини Великого князівства Литовського у документах ХV ст. фігурує «вся Роуская земля». На той час також існувало дві Русі — крім Литовської, у джерелах фіксувалася ще й Польська — Руссю продовжували називати Галичину з Холмщиною.
Руси (однина «рус») — термін, прийнятий в історіографії на позначення представників народу або соціальної групи (ІХ—ХІ ст.), що у давньоруських джерелах згадується як «русь» (однина «русин»), у візантійських — οί Ρώς, в арабських — arRūs або Rūsiyyah, у західноєвропейських (лат.) — Rhos або Ruzzi. Інколи «русами» називають і слов'янське населення Київської Русі (до якого коректніше застосовувати «русь» у множині й «русин», «русинка» в однині).
Штучний антропонім «Рус» (легендарний предок русі/русинів) відомий у польській літературі з межі
XIV—XV ст. (дивіться: Чех, Лех і Рус; Слов'янські етногенетичні легенди).
З кінця XVI ст. термін «руси» фіксується у текстах, створених у Московському царстві (Житіє княгини Ольги у складі «Степенної книги»; Статейний список посольства М. Спафарія в Китай, 1675—1678 рр.). У російській історіографії термін першим вжив В. Татищев. В українській літературі вперше застосований в «Історії русів».
З XIV—XVII століть у науковому обігу існує велика кількість історичних документів (політичних, юридичних, церковних), які підтверджують, що і в литовсько-руську і в наступну — козацьку добу національна територія України йменувалася далі Руссю, а її мешканці — русинами. Це підтверджують тогочасні літописи, хроніки, мемуари, поземельні акти, привілеї-данини, заповіти, книги записів Литовської метрики, Руської метрики і тому подібних.

## Назва «Русь» на картах
Назва «Русь» уперше з'явилася на картах (1154, 1192 роки) Мухаммада аль-Ідрісі . . (Ard al Rusia  — «Русь», земля Русії (територія Лівобережної та Правобережної України) та на англійських Солійській («Карті Генріха Майнцького») межі ХІІ-ХІІІ ст. («Russia» — «Русь») біля устя Дунаю, Герефордській карті 1290-х рр. («Rusia» — «Русь»), німецькій Ебсторфській карті ХІІІ ст. («Rusia regio» — «Країна Русь»), карті Джона Водллінгфордського сер. ХІІІ ст. («Russia» — «Русь») тощо.
На  портолані (1325–1330) Ангеліно Дульсерт Середземного та Чорного морів є позначені українські землі (Рутенія, Русь): “RUTENIA” (Рутенія три рази) і “RUTENIAM” (один раз) та “RОSSIA” (Русь – два рази). На карті написи: «Ruthenia sive Gallaciani» – Рутенія або Галичина; «RОСIA sive Rutheniam» – РУСЬ або Рутенія. На цій карті-порталані чи не вперше, в європейській картографії, містяться написи - ГАЛИЧИНА й Рутенія (Русь-Україна).. .